# Lechitas

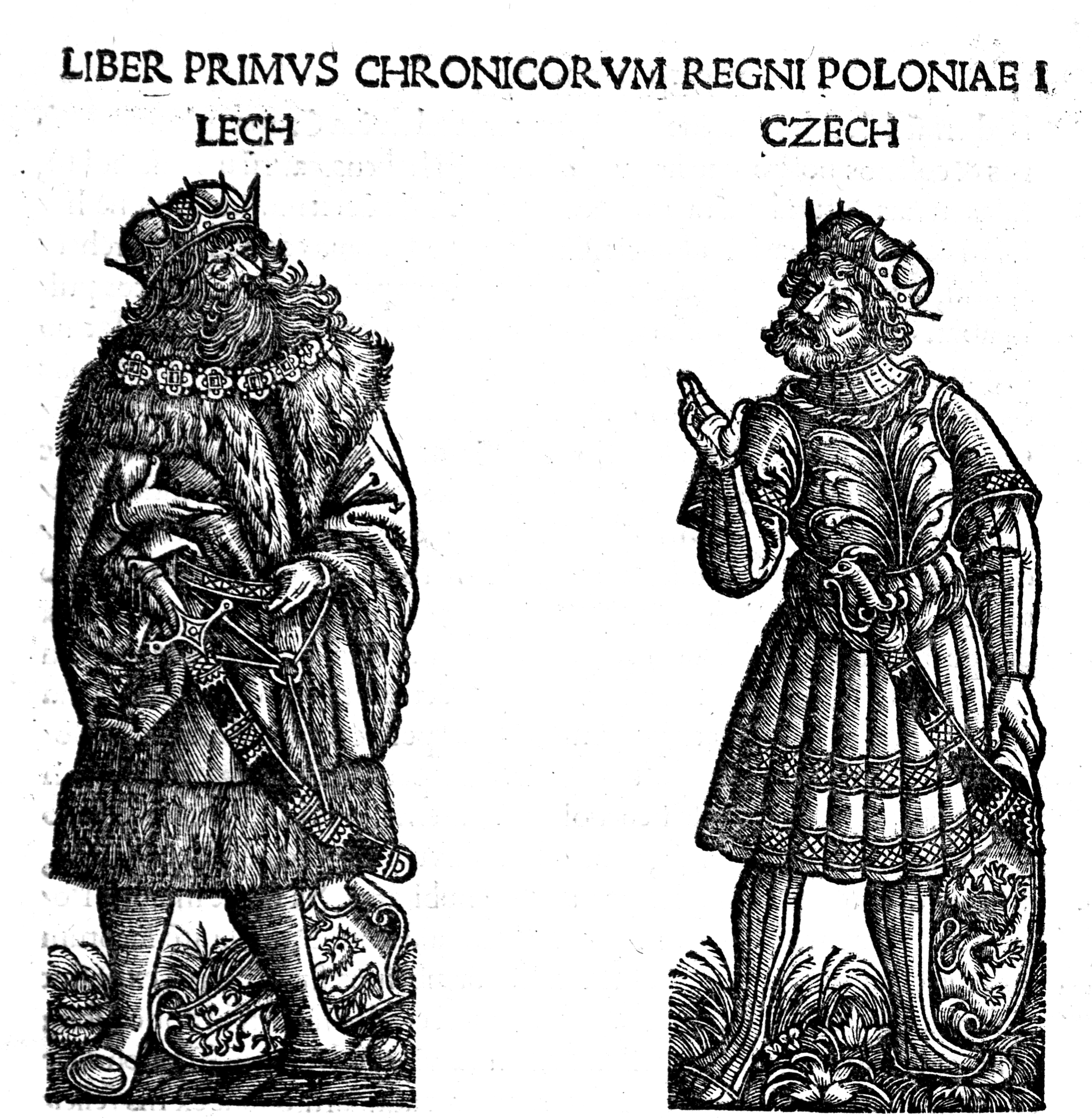
Los hermanos Lech y Czech, los legendarios fundadores de las tierras eslavas de Lechia y Bohemia, según Maciej Miechowita.

Los lechitas o lequitas (en polaco: Lechici) es el nombre dado a los pueblos eslavos occidentales que se asentaron en la región que actualmente comprende Polonia, la República Checa y Eslovaquia. Los lechitas fueron los predecesores de los polanos, los polabios y los pomeranios; además, los lechitas desarrollaron un idioma propio que es la base del polaco actual.

## Historia
Cuando Miecislao I heredó el trono ducal de su padre, probablemente gobernó más de dos terceras partes del territorio habitado por las tribus lechitas. Se encargó de unificar a los lechitas del este del Óder (polanos, masovianos, pomeranos, vistulanos y silesios) para crear un único país: Polonia. Su hijo, Boleslao I, fundó los obispados de Breslavia, Kołobrzeg y Cracovia, además de un arzobispado en Gniezno. Llevó a cabo, además, varias campañas victoriosas contra los pobladores de Bohemia, Moravia, el Rus de Kiev y Lusacia. Poco antes de su muerte, se arrogó el título de rey: fue el primer rey de Polonia, a partir de 1025.

## Lengua lequítica
La lengua lequítica (también conocida como lengua lechítica) fue el idioma antecesor del polaco actual, aparte del idioma polabo, pomeranio y de casubio. El primer escrito donde se recoge este idioma es el Dagome iudex, el cual narra la historia de Miecislao I y Oda de Haldensleben, su esposa. Está fechado en el 992 y contiene importante información acerca de los lechitas y de los pueblos eslavos del siglo X después de Cristo.